# Scardinius scardafa
Scardinius scardafa (Bonaparte, 1837), conosciuto in italiano come scardola tirrenica o scardola scardafa, è un pesce osseo d'acqua dolce della famiglia Cyprinidae endemico dell'Italia.

## Distribuzione e habitat
La diffusione di questa specie era delimitata dal fiume Magra a nord ed al bacino del Liri-Garigliano a sud, era presente anche nei laghi vulcanici del Lazio, nel prosciugato Lago del Fucino e nel Lago Trasimeno. Questa specie ha subito notevoli estinzioni locali ed attualmente la si ritiene presente solo nel Lago di Scanno in Abruzzo (dove è traslocata), nel Lago di Massaciuccoli e nel bacino fiume Serchio. Vista la difficoltà di riconoscere le specie del genere molto probabilmente esistono popolazioni non note in Italia centro-meridionale.
L'habitat, come per le altre scardole, è costituito da acque dolci a corrente lenta o assente, ricche di vegetazione sommersa e a fondo di fango o limo come stagni, laghi e canali; può vivere anche nei fiumi dove si localizza nella zona dei ciprinidi fitofili. Può trovarsi talvolta in acque debolmente salmastre.

## Descrizione
Il corpo ha sagoma abbastanza tozza ed è compresso lateralmente, con dorso alto e ventre arrotondato, soprattutto nell'adulto. La bocca è nettamente rivolta verso l'alto ma posta all'apice del muso, in posizione terminale. Le scaglie sono grandi e vengono perse facilmente con la manipolazione. Nell'area tra le pinne ventrali e la pinna anale le scaglie ventrali sono carenate. La pinna dorsale ha margine leggermente concavo ed è impiantata evidentemente dietro l'origine delle pinne ventrali, carattere questo che distingue agevolmente il genere Scardinius da quasi tutti gli altri ciprinidi europei (tranne alcuni come, ad esempio, l'alborella). La pinna caudale è biloba, poco profondamente forcuta. L'unico carattere esteriore che consente il riconoscimento di questa specie dalle altre due specie del genere presenti in Italia (Scardinius erythrophthalmus alloctona e di incerta presenza in Italia e Scardinius hesperidicus autoctona) è il numero di raggi ramificati nella pinna anale che sono 9 in S. scardafa, 10-11 in S. hesperidicus e 12-14 in S. erythrophthalmus. Rispetto alle altre due specie sembra che la scardola tirrenica spesso abbia la punta del muso più arrotondata.
La colorazione è simile a quella della scardola padana: argentea talvolta con riflessi dorati. L'iride può essere argentea o dorata ma mai rossa come avviene nella scardola europea. Le pinne sono grigie, brune o verdastre più o meno scure ma non hanno mai la colorazione rossa tipica della congenere europea.
La taglia massima sembra che non superi i 35 cm

## Biologia

### Comportamento
È una specie gregaria che vive in banchi.

### Alimentazione
È onnivora come le altre scardole, si nutre sia di invertebrati bentonici che di zooplancton e materiale vegetale, al contrario di altri membri del genere la tendenza a predare uova e avannotti di altri pesci è scarsa. Nei grandi laghi può diventare pelagica e nutrirsi quai esclusivamente di plancton.

### Riproduzione
Si riproduce tra aprile e giugno tra la vegetazione, in acque basse. La femmina depone fino a 100.000 uova che immediatamente aderiscono alle piante sommerse. La maturità sessuale avviene a due anni nei maschi e a tre nelle femmine.

## Pesca
Priva di interesse.

## Conservazione
La principale minaccia è l'introduzione di altre specie del genere Scardinius che ha condotto a quasi totale estinzione le popolazioni. La sua presenza è accertata unicamente nel lago di Scanno e tutte le altre popolazioni sono incerte o da verificare. È classificata dalla IUCN come "in pericolo critico di estinzione".

## Tassonomia
È stata storicamente considerata sinonimo di Scardinius erythrophthalmus o sua sottospecie (S. e. scardafa), e solo nel 2007 è stata elevata al rango specifico. Tuttavia il suo status non è ancora del tutto chiarito. Nonostante l'esistenza di studi molecolari, la filogenesi di questa specie e di quelle ad essa affini (S. hesperidicus, S. dergle, S. plotizza) non è ancora stata approfondita completamente, e il principale carattere morfometrico proposto per l'identificazione (9 raggi molli nella pinna anale) sembrerebbe relativamente poco affidabile, e osservabile anche in popolazioni padane di S. hesperidicus. Qualora la distinzione tra scardole tirreniche e padane dovesse essere rivista, per priorità di descrizione S. scardafa Bonaparte, 1837 sarebbe il nome da utilizzare per tutte le scardole italiane.